# Gabrielle Carteris
 (mars 2017).
Gabrielle Carteris est une actrice américaine, née le 2 janvier 1961 à Scottsdale (Arizona).

## Biographie
Elle est connue pour avoir interprété pendant cinq saisons le rôle de Andrea Zuckerman dans Beverly Hills 90210.
Elle a été présidente du SAG-AFTRA (Screen Actors Guild-American Federation of Television and Radio Artists), un syndicat américain rassemblant notamment des acteurs du petit écran.
En août 2016, elle a publié sur le site Hollywood Reporter consacré au cinéma, une tribune visant à défendre une proposition de loi qui interdira aux sites de cinéma et de casting d'afficher les dates de naissance des acteurs si ces derniers en font la demande. « Il est temps d'arrêter les discriminations liées à l'âge qui se répandent dans les castings à Hollywood. Ce problème existe pour tous les artistes, mais plus particulièrement pour les femmes. »

## L'arme au poing
Gabrielle Carteris n'est présente que dans les cinq premières saisons de Beverly Hills 90210, mais elle reviendra épisodiquement dans les autres. Elle quitte la série pour se consacrer à l'animation d'un Talk Show quotidien qui a duré moins d'un an. Sa médiatisation croissante et sa première grande expérience cinématographique dans L'Esprit de Caïn, avec Brian De Palma en 1992, lui permettent d'être souvent sollicitée dès son départ.
Elle apparaît plus tard dans de nombreuses séries, majoritairement policières (JAG, New York Police Blues, Preuve à l'appui, etc.). Ce goût pour l'uniforme la mène à interpréter en 2005 un inspecteur dans Victime de l'amour aux côtés de Gary Hudson (Smallville) et Alexandra Paul (Alerte à Malibu).
En 2007 elle a joué dans le long-métrage Dimples, dont les personnages principaux sont des démons. En 2012, elle a retrouvé Jason Priestley dans une publicité pour les jeans Old Navy.

### Doublages vocaux
- 2011 : Batman : L'Alliance des héros : Vicki Vale
- Rusty le robot (Big Guy and Rusty the Boy Robot)
- Arc the Lad: Twilight of the Spirits : Nafia
- Bionic Commando : Jayne “Mag” Magdalene / Radio Operator
- Icewind Dale II
- La Pucelle: Tactics : Angelique
- Marvel: Ultimate Alliance : Elektra, Enchantress

## Filmographie

### Cinéma
- 1989 : Jacknife : la collégienne au bar
- 1992 : L'Esprit de Caïn (Raising Cain) : Nan
- 2001 : Full Circle : Alice
- 2001 : Malpractice : Ellen Robertson
- 2005 : Victime de l'amour (A Lover's Revenge) : Detective Sparks
- 2005 : The Toy Warrior (voix)
- 2007 : Dimples : Sharon

### Télévision

#### Séries télévisées
- 1988 : Another World : Tracy Julian
- 1999 : Rusty le robot (Big Guy and Rusty the Boy Robot) : Dr. Erika Slate
- 1990 - 2000 : Beverly Hills 90210 : Andrea Zuckerman
- 2003 : The Surreal Life (Télé-réalité) : elle-même
- 2005 : Palmetto Pointe : Elizabeth Jones
- 2010 : Esprits criminels (Criminal Minds) : Nancy Campbell (saison 5, épisode 17)
- 2011 : The Event : Diane Geller (saison 1, épisodes 13 et 14)
- 2011 : Championnes à tout prix (Make It or Break It) : Dr Wickes (saison 2, épisode 16)
- 2013 : The Middle : Colleen Webber (saison 4, épisode 13)
- 2013 : Longmire : Barbara Bollman (saison 2, épisode 5)
- 2015 - 2016 : Code Black : Amy Wolowitz
- 2018 : NCIS : Enquêtes spéciales : (saison 15, épisode 13) Family Ties : Julie Bell
- 2019 : Beverly Hills : BH90210 : elle-même / Andrea Zuckerman
- 2022 : We Own This City : Andrea 'Andi' Smith (épisode 1 et 2)
- 2022 : 9-1-1 : (saison 6, épisode 1) : copilote du dirigeable

#### Téléfilms
- 1995 : Désir défendu (Seduced and Betrayed) : Cheryl Hiller
- 1995 : Danielle Steel: Naissances (Mixed Blessings) : Diana Goode Douglas
- 1996 : TV's All-Time Funniest Sitcom Weddings
- 1996 : Le Poids du passé (To Face Her Past) : Megan Hollander
- 2002 : Danger: Avalanche! (Trapped: Buried Alive) : Emily Cooper
- 2004 : Combustion : Lourie Harper
- 2005 : Impossible n'est pas Noël (Deck the Halls) : Holly Hall
- 2011 : Les 12 vœux de Noël (12 Wishes of Christmas) : Sandra

## Voix françaises
- Sophie Gormezzano dans :
  - Beverly Hills 90210 (série télévisée)
  - Preuve à l'appui (série télévisée)
  - Danger : avalanche ! (téléfilm)
  - Victime de l'amour (téléfilm)
  - Code Black (série télévisée)
  - Beverly Hills : BH90210 (série télévisée)
- Virginie Ogouz dans L'Esprit de Caïn
- Martine Meirhaeghe dans Rusty le robot (série d'animation)
- Anne Mathot dans Les 12 vœux de Noël (téléfilm)
- Dorothée Jemma dans We Own This City (série télévisée)